# Asbert de Mediona
Asbert de Mediona (segle xiv - segle xiv) fou un diplomàtic i militar català.
Asbert de Mediona provenia de la família dels castlans del castell de Mediona, que tenien drets a Lavit i Font-rubí. Fou l'ambaixador de l'infant Pere a França el 1274 quan era el pretendent del Regne de Navarra.
Durant la Croada contra la Corona d'Aragó era el governador de Besalú, i va evitar la conquesta francesa de la vila durant la batalla de Besalú, i el 1286 rebé d'Alfons el Franc el Castell de Piera, amb la baronia de Pierola com a agraïment.
Es convertí en el lloctinent de Mallorca després de la Confiscació del Regne de Mallorca i ambaixador de Jaume el Just amb el soldà del Marroc els anys 1292 i 1293, i va participar en la Croada d'Almeria de 1309, i va ser present al jurament de vassallatge de Sanç I de Mallorca a Jaume el Just el 1312.